# معاف وزیری
معاف وزیری، روستایی از توابع بخش مرکزی شهرستان صومعه‌سرا در استان گیلان ایران است.این روستا در منطقه گسکرات و میان دهستان طاهرگوراب و شهر شاندرمن قرار گرفته است .

## جمعیت
این روستا در دهستان ضیابر قرار دارد و براساس سرشماری مرکز آمار ایران در سال ۱۳۸۵، جمعیت آن ۱۳۷ نفر (۳۷خانوار) بوده‌است.